# Herr der rauhen Berge
Herr der rauhen Berge ist ein US-amerikanischer Western aus dem Jahr 1950 von William Keighley mit Errol Flynn in der Hauptrolle. Der Film wurde von Warner Bros. produziert.

## Handlung
Eine konföderierte Kavallerie-Einheit, kommandiert von Captain Lafe Barstow, hat den Geheimauftrag, sich mit dem kalifornischen Outlaw Cole Smith zu treffen. Smith soll dazu gebracht werden, mit seinen 500 Mann auf Seiten der Südstaaten zu kämpfen. Treffpunkt ist der Rocky Mountain.
Barstows Einheit besteht aus sieben Soldaten: Waterston, Duchesne, Dennison, Rawlins, Wheat, Weatherby und Plank. Sie werden am Treffpunkt von Smith erwartet. Durch die erhöhte Lage werden sie Zeugen eines Indianerüberfalls auf eine Postkutsche. Die Kavalleristen eilen zu Hilfe und können den Kutscher Gil Craigie und die Passagierin Johanna Carter retten und auf den Hügel bringen. Johanna ist auf dem Weg zu ihrem Verlobten, Lieutenant Rickey von den Nordstaaten.
In der Nacht wird die Kutsche von den Indianern verbrannt. Am nächsten Morgen erkunden vier Nordstaatensoldaten in Begleitung dreier Indianerscouts den Ort des Überfalls. Die Soldaten und die Scouts werden von Barstows Männern gefangen genommen. Führer der Truppe ist Lieutenant Rickey. Barstow erfährt, dass ihre Anwesenheit bekannt ist. Smith macht sich auf den Weg und will in zwei Tagen mit seinen Männern wieder da sein.
Craigie findet heraus, dass es sich bei den Scouts um einen Schoschonenhäuptling und zwei seiner Söhne handelt. Craigie vermutet, dass die Indianer flüchten wollen, um dann mit ihren Kriegern zurückzukommen. Tatsächlich versuchen die drei, nachts während Wheats Wache zu flüchten. Die beiden Söhne werden erschossen, doch der Häuptling entkommt.
Am nächsten Morgen schlägt Rickey vor, dass er Johanna zu einem nahen Fort bringt, bevor die Indianer angreifen. Barstow hofft, dass Smith und seine Männer rechtzeitig ankommen und lehnt den Vorschlag ab. In der folgenden Nacht kann Rickey flüchten, kann Johanna jedoch nicht mitnehmen. Am Morgen wird Smiths reiterloses Pferd gefunden. Die Hoffnung der Gruppe auf Verstärkung schwindet.
Um Johanna und Craigie die Flucht zum Fort zu ermöglichen, wollen die Soldaten den Indianern mit aller Kraft entgegentreten. Es entsteht ein harter Kampf zwischen den angreifenden Schoschonen und den konföderierten Soldaten. Rickey ist mit einer Abteilung Kavallerie zum Schauplatz unterwegs und trifft auf Johanna und Craigie, die von dem Angriff und ihrer Flucht erzählen. Rickeys Soldaten stürmen zum Schlachtfeld, doch sie kommen zu spät. Alle acht Männer sind gefallen. Rickey lässt ihnen zu Ehren ihre Konföderiertenflagge auf dem Gipfel des Rocky Mountain aufziehen. Alle Soldaten der Nordstaaten salutieren.

## Produktion
Gedreht wurde der Film von Anfang Juni bis Ende Juli 1950 in Gallup in New Mexico.

## Stab und Besetzung
Marjorie Best war für die Kostüme verantwortlich.
In kleinen nicht im Abspann erwähnten Nebenrollen traten Yakima Canutt, der zugleich Stunt-Koordinator war, und Marianne Stone auf. Ebenfalls nicht genannt wurde Nakai Snez, der den Häuptling spielte.
Für Slim Pickens und Sheb Wooley war es das Filmdebüt.

## Synchronisation
| Rolle             | Schauspieler   | Deutscher Synchronsprecher |
| ----------------- | -------------- | -------------------------- |
| Cpt. Lafe Barstow | Errol Flynn    | Axel Monjé                 |
| Lt. Rickney       | Scott Forbes   | Siegmar Schneider          |
| Dennison          | Guinn Williams | Walter Werner              |
| Wheat             | Dick Jones     | Horst Gentzen              |
| Cole Smith        | Howard Petrie  | Hans Emons                 |
| Plank             | Slim Pickens   | Clemens Hasse              |
| Gil Craigie       | Chubby Johnson | Werner Lieven              |
| Rawlins           | Sheb Wooley    | Herbert Wilk               |
| Duchesne          | Peter Coe      | Ralph Lothar               |
| Waterston         | Robert Henry   | Klaus Schwarzkopf          |
| Weatherby         | Rush Williams  | Otto Matthies              |

## Veröffentlichung
Die Premiere des Films fand am 11. November 1950 statt. In der Bundesrepublik Deutschland kam er am 21. September 1951 in die Kinos, in Österreich am 12. Oktober 1951.

## Kritiken
Das Lexikon des internationalen Films schrieb: „Ein routiniert inszenierter tragischer Starwestern mit bemerkenswerter Kameraführung.“
Bosley Crowther von der New York Times bemängelte, dass der stets edelmütige Errol Flynn hier seinen Edelmut zu weit treibe. Er bezeichnete den Film zudem als pathetische Zurschaustellung toller Heldentaten.